# Bronze phosphoreux

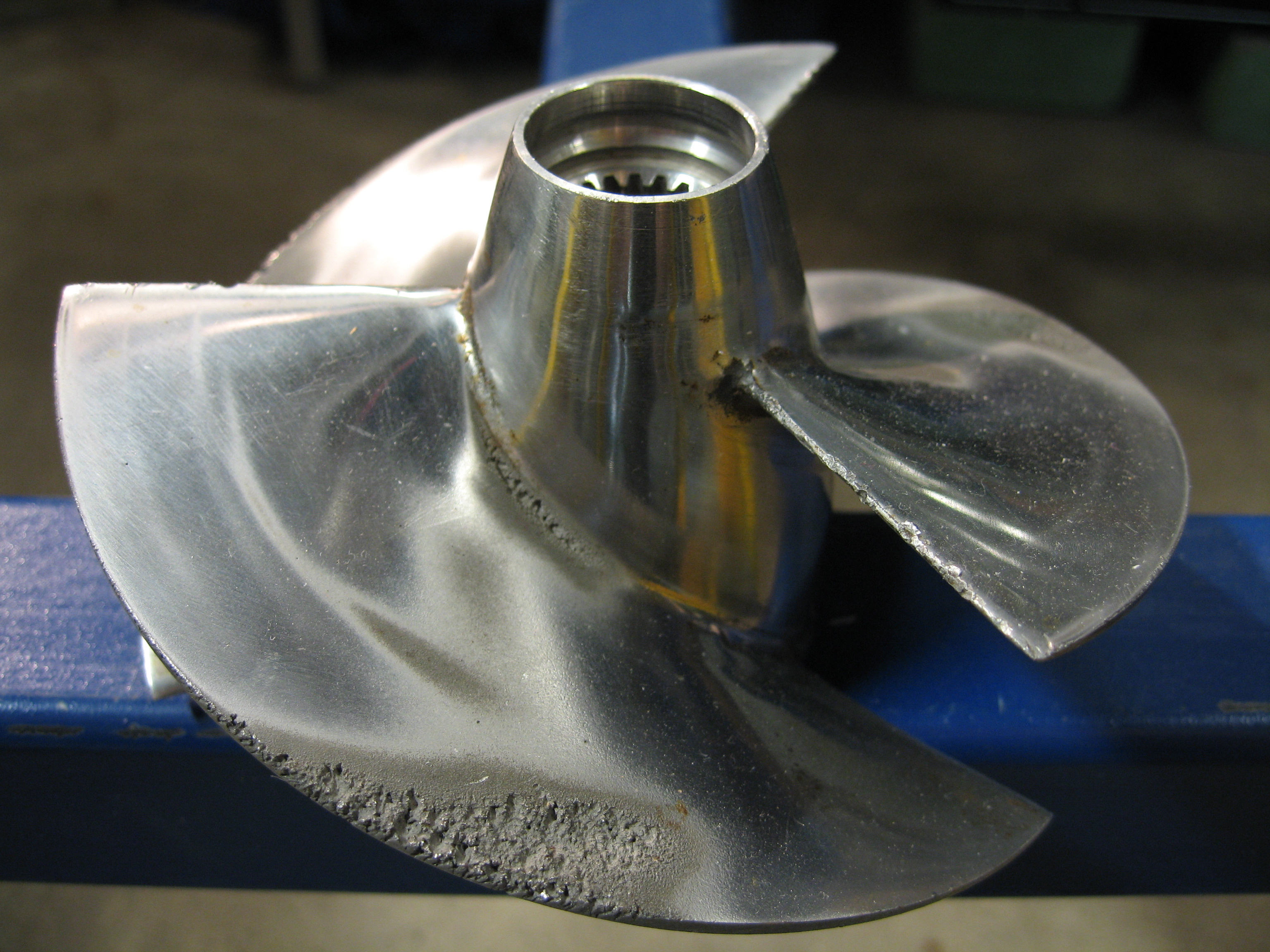
Hélice de bateau en bronze phosphoreux

Le bronze phosphoreux est un alliage de cuivre contenant généralement de 3,5 à 10 % d'étain et jusqu'à 1 % de phosphore.

## Utilisation industrielle
Le bronze phosphoreux est utilisé dans l'industrie pour fabriquer des ressorts, des vis, des hélices et d'autres objets devant résister à diverses contraintes de tension, à l'usure ou à la corrosion. Cet alliage est également utilisé pour certains bridges dentaires. On peut également le trouver dans certains circuits électriques, pour sa faible résistance électrique.

## Instruments de musique

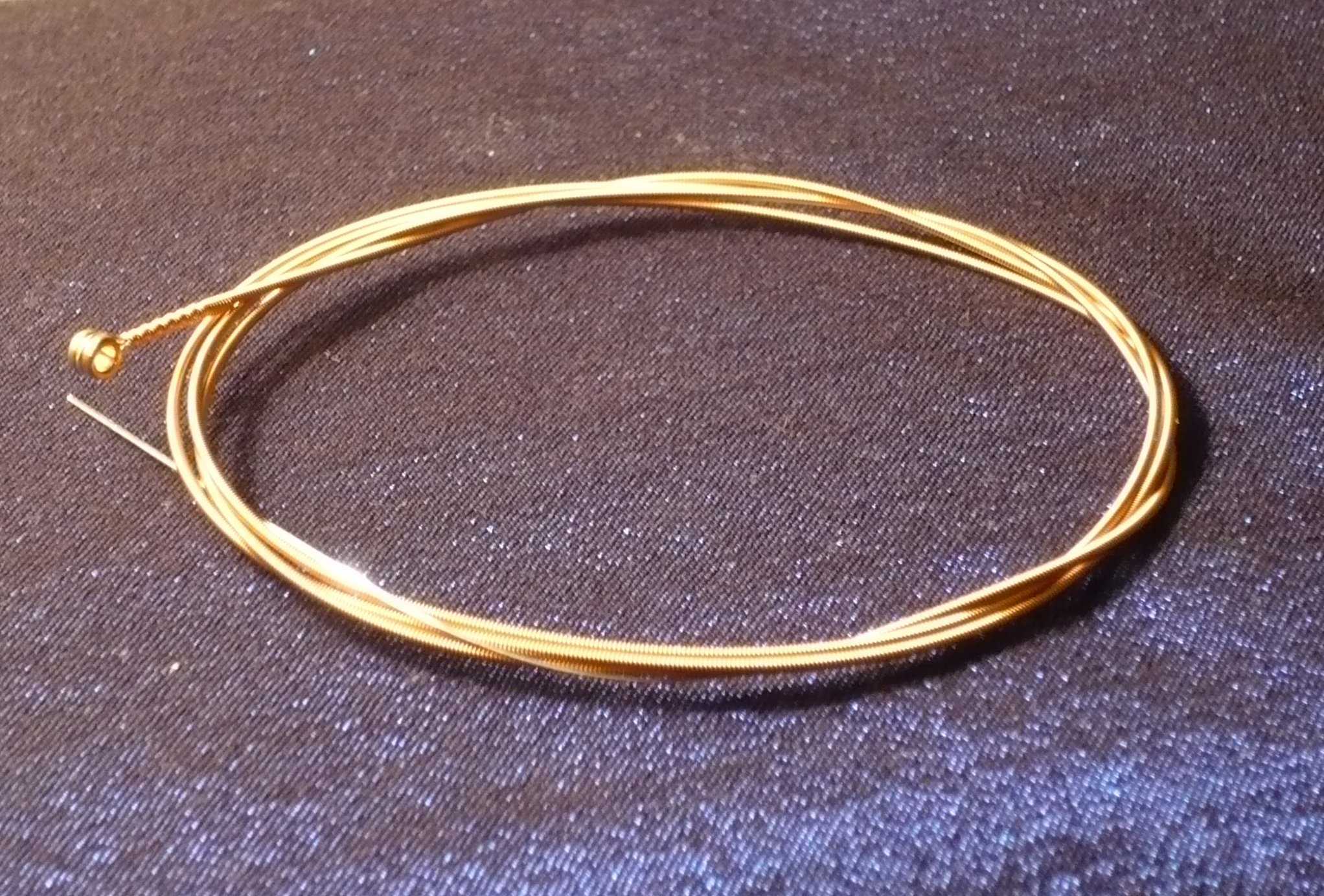
Corde de guitare en bronze phosphoreux

Le bronze phosphoreux est utilisé pour la fabrication de certains instruments à vent, comme les saxophones 9x2 ou W02/W020 de Yanagisawa,. Il sert aussi au filage de cordes de guitare.
Il est aussi utilisé pour les cordes basses des clavecins dans lequel il est appelé à tort cuivre rouge.